# روح شگفت‌انگیز
روح شگفت انگیز (به انگلیسی: Wonderful Ghost) همچنین شناخته شده با عنوان د سول-میت (The Soul-Mate)، یک فیلم سینمایی کمدی-درام محصول سال ۲۰۱۸ کشور کره جنوبی به کارگردانی جو وون هی با بازی ما دونگ-سوک است. این فیلم در تاریخ ۲۶ سپتامبر ۲۰۱۸ اکران سینمایی شد.

## خلاصه داستان
داستان این فیلم درباره ته جین (کیم یونگ-کوانگ) یک افسر پلیس گشت است که در حین تحقیقات تصادف می‌کند و در حالیکه جسمش روی تخت بیمارستان است، روحش سرگردان می‌شود. جانگ سو (ما دونگ-سوک) که یک جودو کاره تنها کسی است که می‌تواند روح ته جین را ببیند و تصمیم می‌گیرد که به او کمک کند.

## تولید
فیلمبرداری اصلی در ۱۰ اوت ۲۰۱۶ آغاز شد و در ۱۰ اکتبر ۲۰۱۶ به پایان رسید.
و در تاریخ ۲۶ سپتامبر ۲۰۱۸ در کره جنوبی اکران شد.